# Montaillou
Montaillou är en kommun i departementet Ariège i regionen Occitanien i södra Frankrike. Kommunen ligger  i kantonen Ax-les-Thermes som ligger i arrondissementet Foix. År 2022 hade Montaillou 17 invånare.

## Befolkningsutveckling
Antalet invånare i kommunen Montaillou
Referens: INSEE

## Galleri

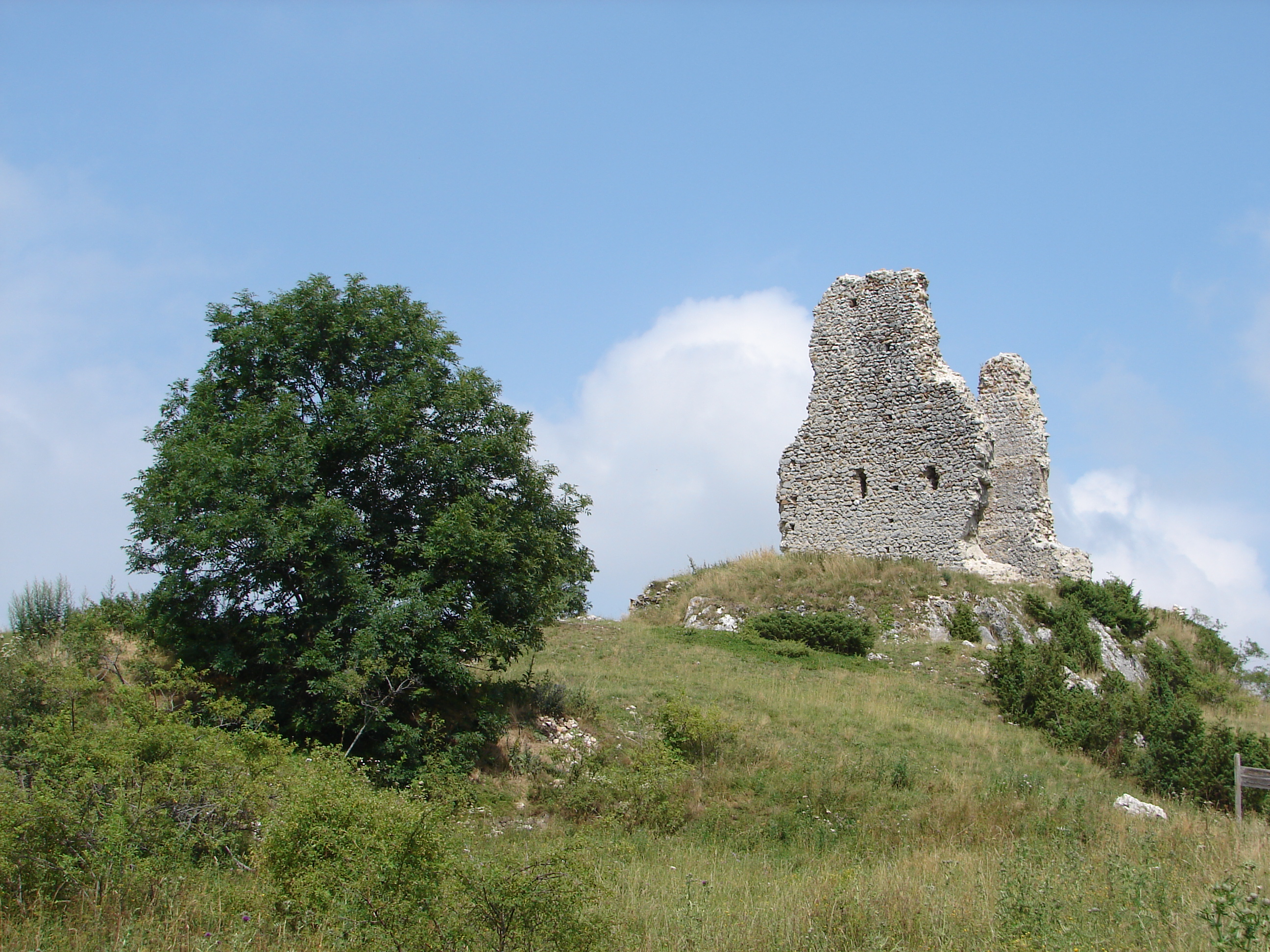
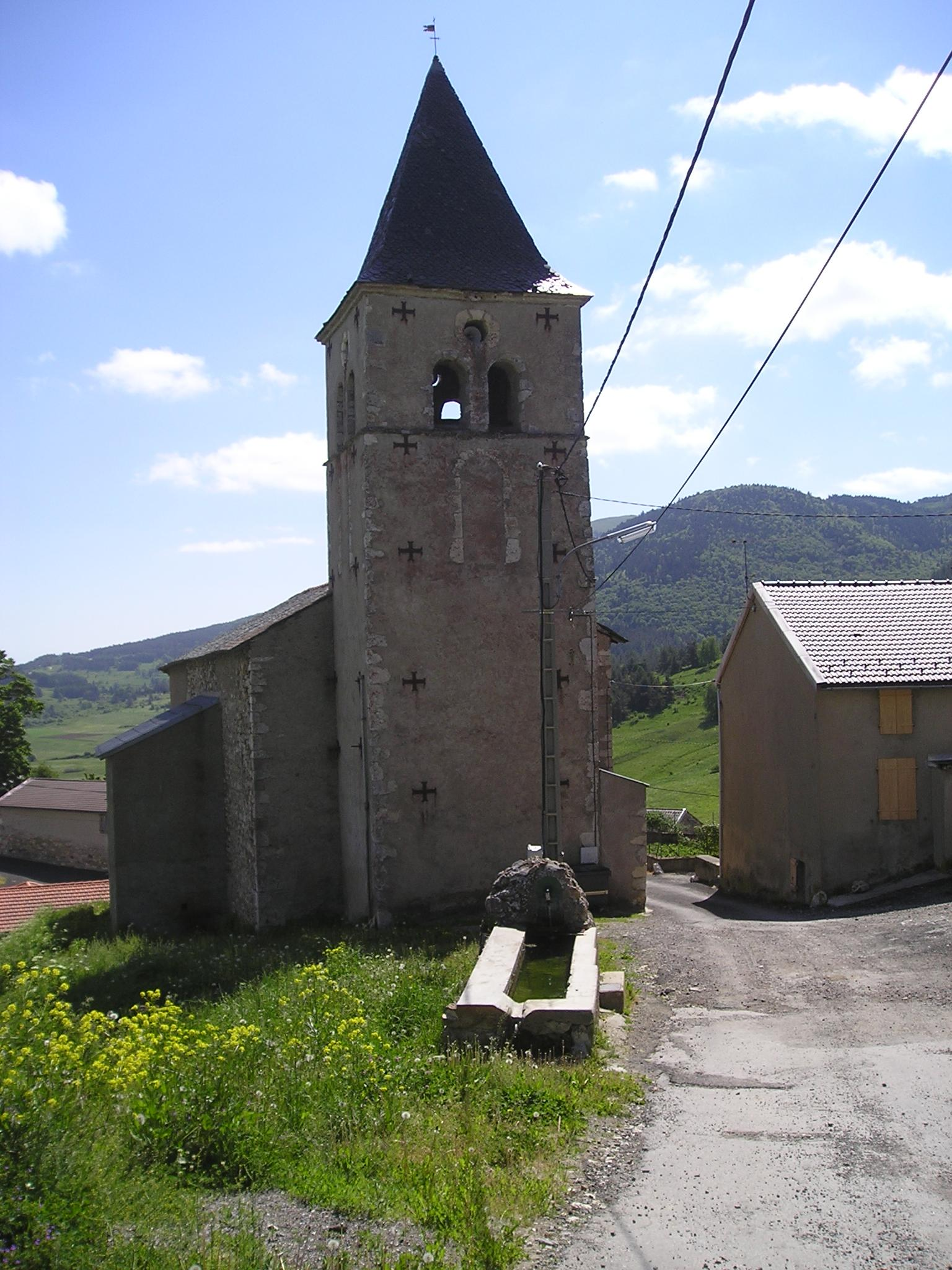